# Codoxime
La codoxime ou codossima est analogue d'opiacé dérivé de l'hydrocodone où le groupe 6-cétone a été remplacé par carboxyméthyloxime. Il a principalement des effets antitussifs et a un potentiel modéré de dépendance. Il s'agit d'une substance contrôlée notamment au Canada.